# Elena Milovanović
Elena Milovanović (serbisch-kyrillisch Елена Миловановић; * 31. Januar 2001 in Belgrad) ist eine serbische Tennisspielerin.

## Karriere
Milovanović begann im Alter von acht Jahren mit dem Tennisspielen und bevorzugt laut ITF-Profil Sandplätze. Sie spielt vorrangig auf der ITF Women’s World Tennis Tour, wo sie bislang einen Titel im Einzel und zehn im Doppel gewinnen konnte.
Im Mai 2021 erhielt sie jeweils eine Wildcard für die Qualifikation im Dameneinzel sowie mit ihrer Partnerin Dejana Radanović für die Hauptrunde im Damendoppel der Serbia Ladies Open, ihrem ersten Turnier der WTA Tour. Aufgrund einer Rückverletzung von Radanović musste die Paarung ihre Teilnahme aber absagen.

## Turniersiege

### Einzel
| Nr. | Datum         | Turnier  | Kategorie | Belag     | Finalgegnerin | Ergebnis  |
| --- | ------------- | -------- | --------- | --------- | ------------- | --------- |
| 1.  | 9. April 2023 | Monastir | ITF W15   | Hartplatz | Mara Guth     | 7:65, 6:3 |

### Doppel
| Nr. | Datum            | Turnier        | Kategorie | Belag     | Partnerin              | Finalgegnerinnen                      | Ergebnis          |
| --- | ---------------- | -------------- | --------- | --------- | ---------------------- | ------------------------------------- | ----------------- |
| 1.  | 9. März 2019     | Antalya        | ITF W15   | Sand      | Wiktorija Dema         | Enola Chiesa Valentina Losciale       | 6:4, 6:3          |
| 2.  | 17. August 2019  | Tabarka        | ITF W15   | Sand      | Katarína Kužmová       | Beatrice Lombardo Sandra Samir        | 3:6, 6:3, [10:7]  |
| 3.  | 1. Februar 2020  | Kairo          | ITF W15   | Sand      | Tamara Čurović         | Anna Morgina Anastassija Solotarjowa  | 6:2, 2:6, [10:2]  |
| 4.  | 6. November 2021 | Monastir       | ITF W15   | Hartplatz | Yasmine Mansouri       | Mariana Dražić Julia Middendorf       | 7:64, 6:0         |
| 5.  | 20. März 2022    | Monastir       | ITF W15   | Hartplatz | Eliessa Vanlangendonck | Anri Nagata Kisa Yoshioka             | 6:4, 64:7, [10:3] |
| 6.  | 29. Oktober 2022 | Monastir       | ITF W15   | Hartplatz | Wei Sijia              | Feryel Ben Hassen Gina Feistel        | 6:4, 6:1          |
| 7.  | 8. April 2023    | Monastir       | ITF W15   | Hartplatz | Dejana Radanović       | Wang Jiaqi Yang Yidi                  | kampflos          |
| 8.  | 19. August 2023  | Vrnjačka Banja | ITF W25   | Sand      | Ivana Popovic          | Diletta Cherubini Laura Hietaranta    | 6:4, 6:1          |
| 9.  | 11. Januar 2025  | Monastir       | ITF W15   | Hartplatz | Živa Falkner           | Marija Golowina Aruschan Saghandyqowa | 6:4, 6:4          |
| 10. | 15. Februar 2025 | Monastir       | ITF W15   | Hartplatz | Yasmine Mansouri       | Diva Bhatia Sapfo Sakellaridi         | 6:2, 6:0          |